# Stronger Than Pride
Stronger Than Pride è il terzo album di Sade Adu pubblicato nel 1988 dalla Epic Records ed ha raggiunto la prima posizione in classifica in Olanda, la seconda in Svizzera e Svezia, la terza nel Regno Unito, la sesta in Austria, la settima in Norvegia e nella Billboard 200 e l'ottava in Nuova Zelanda.

## Tracce
1. Love Is Stronger Than Pride – 4:20 (Sade Adu, Andrew Hale, Stuart Matthewman)
2. Paradise – 4:05 (Adu, Paul S. Denman, Hale, Matthewman)
3. Nothing Can Come Between Us – 4:25 (Adu, Hale, Matthewman)
4. Haunt Me – 5:53 (Adu, Matthewman)
5. Turn My Back on You – 6:09 (Adu, Hale, Matthewman)
6. Keep Looking – 5:24 (Adu, Hale)
7. Clean Heart – 4:04 (Adu, Hale, Matthewman)
8. Give It Up – 3:52 (Adu, Hale, Matthewman)
9. I Never Thought I'd See the Day – 4:16 (Adu, Leroy Osbourne)
10. Siempre Hay Esperanza – 5:15 (Adu, Matthewman, Osbourne)

## Formazione
- Sade Adu - voce
- Stuart Matthewman - sassofono e chitarra
- Andrew Hale - tastiera
- Paul Denman - basso